# Шеффервилл
Шеффервилл (фр. Schefferville; англ. Schefferville) — небольшое поселение в Восточной Канаде, на полуострове Лабрадор, в провинции Квебек.

## География
Расположен в 2 километрах от границы Квебека и провинции Ньюфаундленд и Лабрадор.

## История
Возник в 1954 в связи с освоением железорудного месторождения Ноб-Лейк. Датой основания считается 1 июля 1955 года. Назван так в честь Монсеньора Льонеля Шеффера (фр. Mgr Lionel Scheffer) (1904—1966). В конце 1960-х достиг своего наивысшего расцвета и имел население порядка 5 тыс. жителей 28 национальностей (в основном англоканадцев).

## Население
По мере истощения месторождения, население Шеффервилла сократилось до 3,3 тыс. жителей к 1971, 0,3 тыс. к 2001 и 0,2 тыс. (202 человека) к 2006 году. Из города выехало практически всё европейское население и остались в основном индейцы племён Наскапи и Монтанье. Единственным официальным языком города является французский язык, распространены также наскапи, монтанье и английский язык.

## Экономика и хозяйство
Связан железной дорогой с городом Сет-Иль.

## Примечательные факты
- Шеффервилл — место смерти квебекского премьер-министра Мориса Дюплесси.